# Calyptis
Calyptis là một chi bướm đêm thuộc họ Noctuidae.